# Koszmosz–363
Koszmosz–363 (11F690/11Ф690) (oroszul: Космос 363) Koszmosz műhold, a szovjet műszeres műhold-sorozat tagja. Első generációs Zenyit–2 (oroszul: Зенит-2) fotó felderítő műhold.

## Küldetés
1962–1970 között, a kialakított pályasíkja mentén elsősorban fotófelderítést végzett. Fényképeit a katonai/polgári meteorológiai előrejelzéseknél is alkalmazták.

## Jellemzői
Tervezte és építette az OKB–1. Üzemeltetője a Honvédelmi Minisztérium (Министерство обороны – MO).
Megnevezései: Koszmosz–363; Космос 363; COSPAR:1970-074A. Kódszáma: 4538.
1970. szeptember 17-én Bajkonuri űrrepülőtérről, az LC–31 (LC–Launch Complex) jelű indítóállványról egy Voszhod (11A57) hordozórakéta segítségével indították alacsony Föld körüli pályára (LEO = Low-Earth Orbit). Az orbitális egység pályája 89,4 perces, 65 fokos hajlásszögű, elliptikus pálya perigeuma 203 kilométer, apogeuma 292 kilométer volt.
Hasznos tömege 5700 kilogramm, ember szállítására kifejlesztett űreszköz. Hasznos terében helyezték el a javított, nagyobb felbontású optikai felderítő kamerákat és az üzemeltetéshez szükséges telemetriai eszközöket. Energiaellátását kémiai akkumulátorok biztosították. Szolgálati élettartama maximum 12 nap.
1970. szeptember 29-én, 12 nap után földi parancsra a fotókapszula belépett a légkörbe és hagyományos – ejtőernyős leereszkedés – módon visszatért a Földre.